# Альберт Браншайд
Альберт Браншайд (нім. Albert Branscheid; 20 січня 1892, Ельберфельд — березень 1918) — німецький офіцер-підводник, оберлейтенант-цур-зее кайзерліхмаріне.

## Біографія
1 квітня 1909 року вступив на флот. Учасник Першої світової війни. З 10 січня 1918 року — командир підводного човна SM UB-17. 11 березня 1918 року човен виплив із Зебрюгге, після чого він і всі 18 членів екіпажу зникли безвісти.

## Звання
- Морський кадет (1 квітня 1909)
- Фенріх-цур-зее (12 квітня 1910)
- Лейтенант-цур-зее (19 вересня 1912)
- Оберлейтенант-цур-зее (2 травня 1915)

## Нагороди
- Залізний хрест 2-го класу
- Військовий хрест Фрідріха-Августа (Ольденбург)